# Guadalcázar (kommun)
Guadalcázar är en kommun i Spanien.   Den ligger i provinsen Province of Córdoba och regionen Andalusien, i den södra delen av landet, 300 km söder om huvudstaden Madrid. Antalet invånare är 1 617. Arean är 72 kvadratkilometer. Guadalcázar gränsar till Córdoba, La Rambla, La Carlota, Fuente Palmera, Almodóvar del Río och Écija. 
Terrängen i Guadalcázar är platt.